# Карцев, Алексей Дмитриевич
Алексе́й Дми́триевич Ка́рцев (1900, Симбирск — 1967, Москва) — советский писатель.

## Биография
Родился 3 (16) ноября 1900 года в Симбирске, в семье служащего почтово-телеграфного ведомства. Учился в Симбирской классической гимназии (1910—1918), по окончании которой поступил в Казанский университет. В 1919 году, приехав на летние каникулы в родной город, устроился старшим рабочим третьей дистанции строительства военно-срочной железнодорожной линии Алатырь – Симбирск; работал в селе Кротовка (ныне Засвияжского района Ульяновска).
В 1920 году добровольно вступил в ряды Красной армии, служил в железнодорожных войсках Волго-Бугульминской железной дороги. После демобилизации продолжил образование в Московском университете, куда был принят, поскольку имел удостоверение об учёбе в закрывшемся Симбирском университете. Стал заниматься литературной работой; в год окончания университета (1926), было напечатано его первое литературное произведение — очерк «Шеф» (о старом железнодорожнике). Железнодорожники стали героями и его следующих произведений: двухтомник «Магистраль» (М.: Советский писатель, 1935—1938), «Слобода» (1938), «Георгий Севастьянович Дронов» (М.: Трансжелдориздат, 1939. — 48 с.), «Народ на трассе (Хроника тылового фронта)» (М.: изд-во и тип. Профиздата, 1946. — 175 с.) и другие; в 1939 году появилась его книга «Паровоз Черепановых» (М.: Трансжелдориздат, 1939. — 70 с.). В 1932 году была напечатана его повесть «Ромб» (Москва ; Ленинград : Гос. изд-во худ. лит-ры, 1932. — Супер-обл., переплет, 180 с.).
В годы Отечественной войны Карцев был одним из руководителей отдела пропаганды Союза писателей СССР. Военной тематике посвящены его книги «Зеленые холмы», «Связисты» (1942).
Карцев не раз бывал в Ульяновске. Последний раз был в Ульяновске в 1962 на юбилее И. А. Гончарова. С его помощью в 1947 году начал выходить альманах «Литературный Ульяновск», где в 1948 году был напечатан его очерк «На путях ульяновских». При его содействии была создана Ульяновская писательская организация.
Умер в 1967 году в Москве.

## Творчество

### Роман «Магистраль»
Посмотрим, как парторг осуществляет свои функции на страницах произведений литературы соцреализма. Герой романа А. Карцева «Магистраль», начальник политотдела Платон Гветадзе, непрерывно ездит по участкам строительства железной дороги. Автор, конечно, объясняет цель каждой поездки, но если их сложить вместе, то получится довольно жалкая картина: функции парторга заключаются лишь в том, чтобы собрать и записать огрехи строительства и пожаловаться начальнику строительства. Показательно, что «труды» Гветадзе по сбору «болячек строительства» «полетели прахом»: на совещании его не стали слушать. В обязанности парторга входит и обеспечение бытового порядка трудящихся, но автор показывает эту сторону его работы слишком упрощенно: получается, что на плечи парторга часто ложатся чужие обязанности.— Земскова Д. Д. Парторг как литературный герой // Историк и художник. — 2006. — №3 (9).
В одном из эпизодов романа «Магистраль» Карцев художественно изобразил катастрофу на Тилигульской насыпи, которая произошла 24 декабря 1875 года.